# Joanna Bator

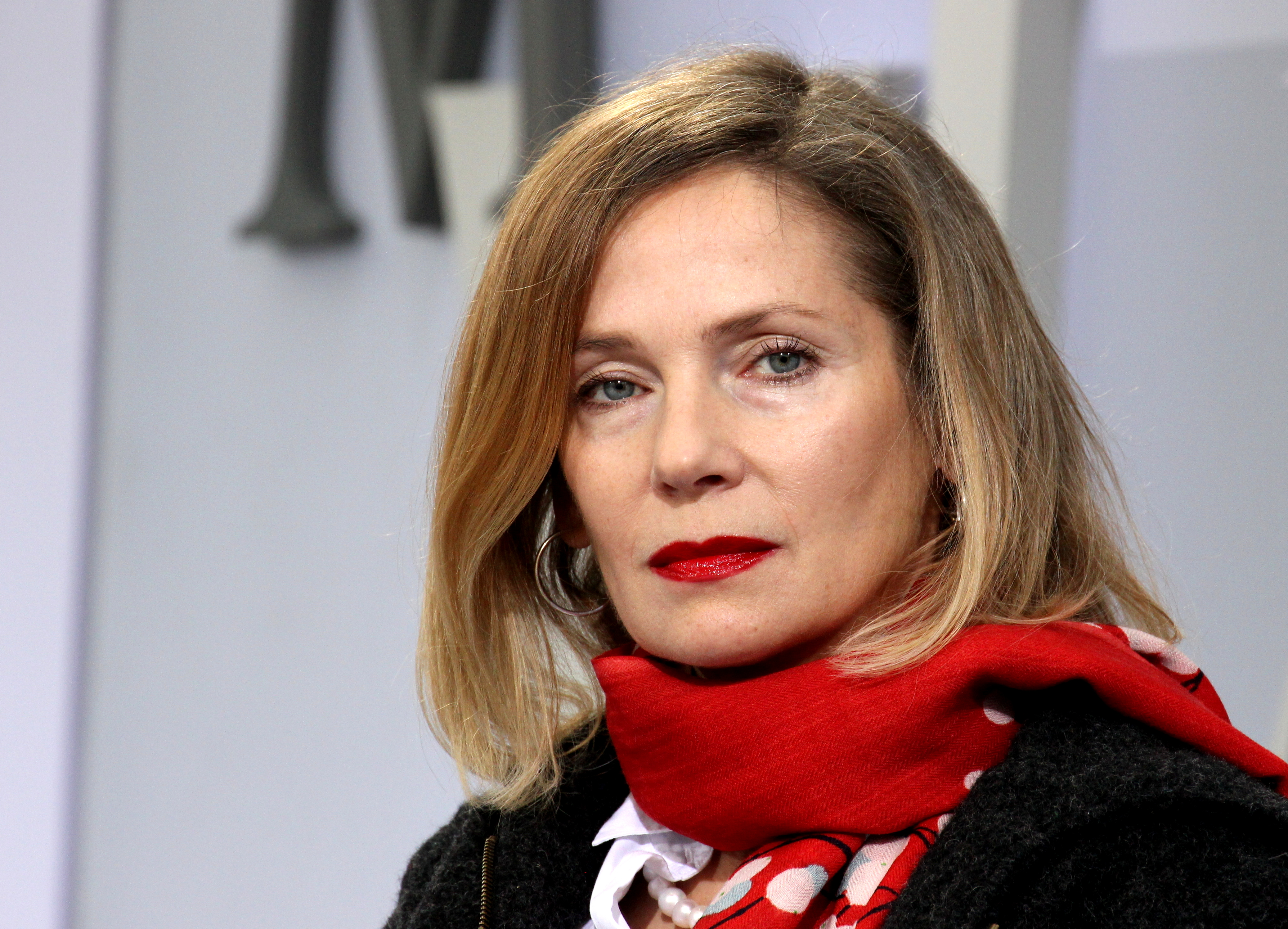
Joanna Bator auf der Leipziger Buchmesse 2016

Joanna Bator (geboren 2. Februar 1968 in Wałbrzych, Polen) ist eine polnische Schriftstellerin und Publizistin. Sie ist bekannt für ihre Essays, Kolumnen und Romane, die oft von der japanischen Kultur inspiriert sind. Für ihren literarischen Beitrag wurde sie mehrfach ausgezeichnet, unter anderem mit dem Nike-Literaturpreis für ihren Roman Ciemno, prawie noc (Dunkel, fast Nacht).

## Leben
Bator besuchte das Gymnasium in Wałbrzych und legte dort 1987 das Abitur ab. Mit 19 Jahren verließ sie ihre Heimatstadt Wałbrzych und studierte Kulturwissenschaften und Philosophie an der Universität Breslau, wo sie 1993 den Magister erwarb. Anschließend nahm sie ein Promotionsstudium am Institut für Philosophie und Soziologie der Polnischen Akademie der Wissenschaften in Warschau auf. Mit der Untersuchung Psychoanaliza Freuda i feminizm – dwie hermeneutyki kultury debütierte sie 1996 in der Fachzeitschrift Przęglad Filozoficzny. An der Universität Warschau gab sie von 1996 bis 1998 Seminare zu feministischen Fragestellungen. Im Rahmen ihrer Forschungen verbrachte sie 1996 einige Monate an der Universität Bremen, 1997 bis 1998 an der Central European University in Budapest sowie 1998 bis 1999 an der Middlesex University in London. Mit der Arbeit Feminizm, postmodernizm, psychoanaliza. Filozoficzne dylematy feministek „drugiej fali“ (Feminismus, Postmodernismus, Psychoanalyse. Philosophische Dilemmata der Feministinnen der „Zweiten Welle“; Doktorvater: Paweł Dybel) promovierte sie 1998 am Institut für Philosophie und Soziologie der Polnischen Akademie der Wissenschaften, wo sie von 1999 bis 2008 als Adjunkt arbeitete. Im Rahmen eines Stipendiums der Kosciuszko Foundation verbrachte sie 1999 bis 2000 an der Graduate School for Social Research in New York. Zudem hielt sie sich dreimal dank Stipendien zu Forschungszwecken in Japan auf. So untersuchte sie von 2001 bis 2003 im Rahmen des Stipendiums der Japan Society of the Promotion of Science Genderfragen in der japanischen Gesellschaft, von 2005 bis 2006 im Rahmen des Stipendiums der Cannon Foundation in Europe die Kawaii-Kultur sowie von 2010 bis 2011 im Rahmen des Japan Foundation Scholarships die Otaku-Subkultur. Daneben lehrte sie von 2007 bis 2011 am Fachbereich für Japanische Kultur der Polnisch-Japanischen Hochschule für Computertechnologien in Warschau.
Als Prosaschriftstellerin debütierte sie 2001 mit dem Werk Z mlekiem matki lustro i lód, das in der Zeitschrift Twórczość erschien. Sie hat Artikel und Essays in verschiedenen Zeitschriften veröffentlicht, darunter Tytuł, Odra, Czas Kultury, Katedra, Tygodnik Powszechny, National Geographic und Voyage. Für die Gazeta Wyborcza schrieb sie einen Feuilleton-Zyklus unter dem Titel Z kraju nad Wisłą. Die Erfahrungen ihres dreijährigen Aufenthalts in Japan schrieb sie in Japoński wachlarz nieder. Ferner ist sie als Autorin von wissenschaftlichen Publikationen bekannt.
Seit 2011 konzentriert sie sich ganz auf ihre schriftstellerische Tätigkeit. 
Joanna Bator wurde vielfach ausgezeichnet. Für ihren Roman Ciemno, prawie noc (dtsch.: Dunkel, fast Nacht) erhielt sie 2013 die Nike, den wichtigsten polnischen Literaturpreis. Im Herbstsemester 2014 war sie Inhaberin der Friedrich Dürrenmatt Gastprofessur für Weltliteratur an der Universität Bern.
Zu den Schriftstellern, die sie bewundert und von denen sie alle Bücher gelesen hat, gehört Haruki Murakami.
Joanna Bator lebt in Podkowa Leśna, einer kleinen Stadt in der Nähe von Warschau, wo sie ihr Haus mit dem Namen "Dom pod Ptakiem Nakręcaczem" (dt. Zum Aufziehvogel), inspiriert von einem Romantitel von Murakami, mit ihrem Hund, ihren Katzen und ihrem Ehemann teilt.

## Werke

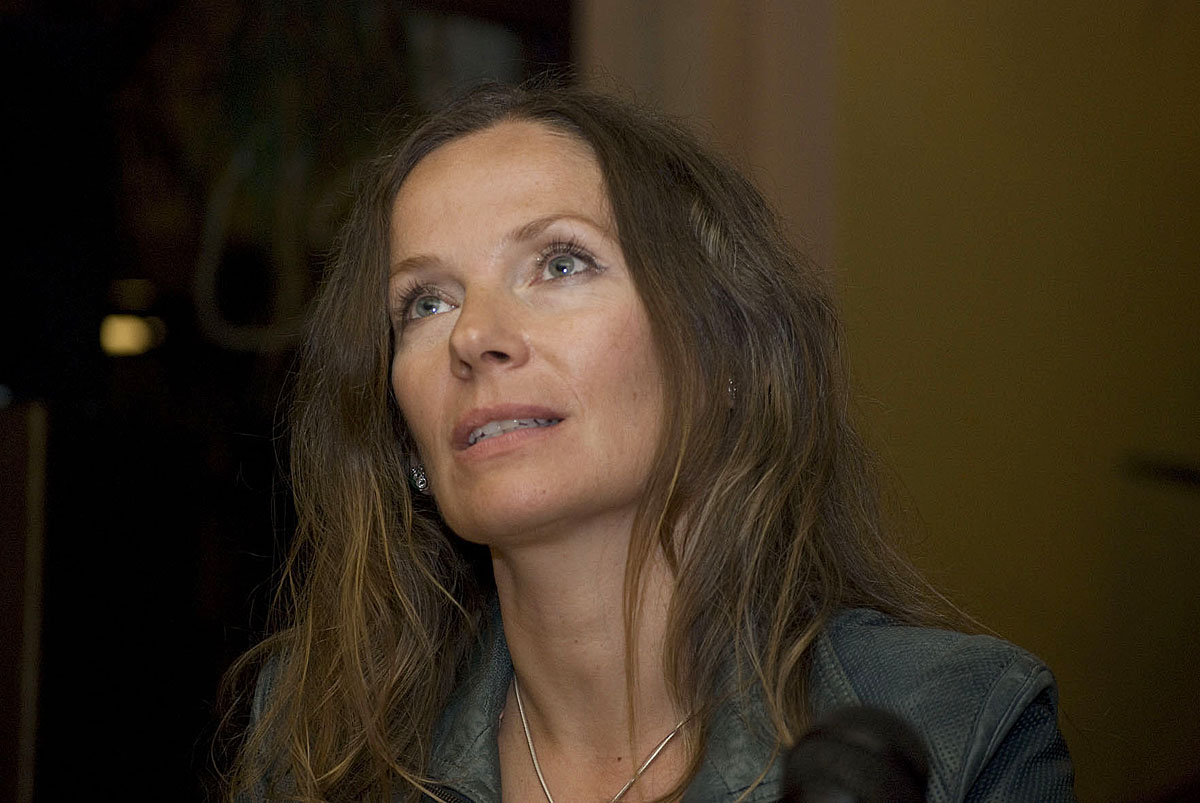
Auf Lesereise 2012 im Taranta Babu in Dortmund

2011 erschien Bators Roman Piaskowa Góra unter dem Titel Sandberg auch auf Deutsch. Der Titel des Romans bezeichnet einen Wohnblock in der Bergbaustadt Wałbrzych, aus der auch die Autorin stammt. In diesem Wohnblock wächst das eigensinnige und mathematisch hochbegabte Mädchen Dominika auf, dessen Leben in diesem Roman jedoch nur bis zu ihrem achtzehnten Lebensjahr erzählt wird. Parallel dazu zeichnet das Buch ihre Familiengeschichte nach. Insbesondere Dominikas Mutter Jadzia, einer häuslichen, etwas engstirnigen und angesichts ihrer ungewöhnlichen Tochter befremdeten Frau, wird viel Raum gewidmet. Auch Dominikas Großmütter, Zofia und Halina, spielen wichtige Rollen. Durch den über drei Generationen gespannten Erzählbogen kann Bator sich eingehend mit der polnischen Geschichte nicht nur zur Zeit des Zweiten Weltkriegs, sondern auch im Sozialismus und nach der Wende beschäftigen.

Während Sandberg sich ganz auf Polen konzentriert, versucht Bator in der 2013 ins Deutsche übersetzten Fortsetzung Chmurdalia (Wolkenfern) eine geographische Erweiterung ihrer Geschichte. Dominika, die zu Beginn des Romans nach einem Unfall achtzehnjährig aus dem Koma erwacht, verbringt zunächst einige Zeit in Deutschland und reist dann in die USA, um längere Zeit in New York zu leben. Es folgen Stationen in London und Griechenland. Die Verbindung zu Polen bleibt durch den Kontakt zu ihrer Mutter Jadzia lebendig, doch ein Großteil der Handlung spielt außerhalb der Heimat der Autorin. Auch Japan wird in einem Nebenstrang der Handlung ins Spiel gebracht. Neben der Entwicklung Dominikas als junge Frau stehen die Familiengeschichte ihrer in Deutschland lebenden Freundin Grażynka, der amerikanischen Krankenschwester Sara Jackson und vieler anderer Personen im Mittelpunkt, denen Dominika auf ihrer Wanderschaft begegnet. Durch ihre ausgiebigen Reisen setzt Dominika gewissermaßen die Suche nach der in Sandberg bereits entwickelten Utopie eines Phantasielandes namens „Wolkenfern“ in die Tat um und kann so den „Sandberg“ hinter sich lassen.
Menschen, die vorher an ihrem Ort verwurzelt gewesen waren wie Bäume, zogen sich auf einmal am eigenen Schopf aus der Erde und trabten los.

## Veröffentlichungen
- Wizerunek kobiety w reklamie telewizyjnej, Warszawa 1998.
- Wizerunek kobiety w polskiej debacie politycznej, Warszawa 1999.
- Feminizm, postmodernizm, psychoanliza. Wydawnictwo Słowo Obraz Terytoria, Gdańsk 2001.
- Kobieta. Wydawnictwo Twój Styl, Warszawa 2002, ISBN 83-7163-251-7.
- Japoński wachlarz. Powroty Wydawnictwo Twój Styl, Warszawa 2004.
- Piaskowa Góra. Wydawnictwo W. A. B., Warszawa 2009 ISBN 978-83-7414-977-8.
  - Übers. Esther Kinsky: Sandberg. Roman. Suhrkamp, Berlin 2011 ISBN 978-3-518-42222-9[6]
- Chmurdalia. Wydawnictwo W. A. B., Warszawa 2010, ISBN 978-83-7414-737-8.
  - Übers. Esther Kinsky: Wolkenfern. Roman. Suhrkamp, Berlin 2013 ISBN 978-3-518-42405-6.[7]
- Ciemno, prawie noc. Wydawnictwo W. A. B., Warszawa 2012 ISBN 978-83-7747-827-1.
  - Übers. Lisa Palmes: Dunkel, fast Nacht : Roman. Suhrkamp, Berlin 2016 ISBN 978-3-518-42497-1 (2019 verfilmt).
- Las latających wiewiórek, zusammen mit Krzysztof Łukaszewicz, Bunkier Sztuki, 2013.
- Lost Words, Lost Worlds: Eine europäische Sprachreise. Edition fotoTAPETA, Berlin 2013 ISBN 978-3-940524-20-1.
- Rekin z parku Yoyogi. Wydawnictwo W. A. B., Warszawa 2014 ISBN 978-83-7747-975-9.
- Wyspa Łza. Wydawnictwo Znak, Kraków 2015 ISBN 978-83-240-3279-2.
- Rok królika. Wydawnictwo Znak, Kraków 2016.
- Purezento. Wydawnictwo Znak, Kraków 2017 ISBN 978-83-240-5027-7.
- Gorzko, gorzko. Wydawnictwo Znak, Kraków 2020.
  - Übers. Lisa Palmes: Bitternis: Roman. Suhrkamp, Berlin 2023 ISBN 978-3-518-43131-3.
- Ucieczka niedźwiedzicy. Wydawnictwo Znak, Kraków 2022.

## Preise und Auszeichnungen
- 2005: Nagroda imienia Beaty Pawlak für Japoński wachlarz
- 2005: Preis der Gesellschaft der Polnischen Buchverlage (Nagroda wydawców)
- 2009: Finalistin bei Internationaler Literaturpreis – Haus der Kulturen der Welt mit Piaskowa Góra
- 2013: Nike (Literaturpreis) für Ciemno, prawie noc
- 2014: Spycher: Literaturpreis Leuk[8]
- 2016: Finalistin beim Internationalen Literaturpreis – Haus der Kulturen der Welt mit Ciemno, prawie noc
- 2017: Internationaler Stefan-Heym-Preis
- 2017: Usedomer Literaturpreis
- 2018: Internationaler Hermann-Hesse-Preis, zusammen mit ihrer Übersetzerin Esther Kinsky
- 2021: Riesengebirgspreis für Literatur
- 2022: Samuel-Bogumil-Linde-Preis
- 2022: Eichendorff-Literaturpreis
- 2024: Österreichischer Staatspreis für Europäische Literatur